# Hermann Mölbert
Hermann Mölbert  (* 12. Mai 1916 in Traisa, Südhessen; † 3. März 1997 in Bad Soden am Taunus) war ein deutscher Agrarökonom, Landarbeitswissenschaftler und Bautechnologe.

## Leben
Mölberts Studien- und Berufswunsch Maschinenbau und Landwirtschaft konnte er zunächst nicht realisieren. Nach Reichsarbeitsdienst und landwirtschaftlicher Lehre mit Gehilfenprüfung wurde er 1937 zum Heer und 1939 unmittelbar zum Überfall auf Polen einberufen. Er wurde Zugführer und Kompaniechef bei der Nachrichtentruppe im Westfeldzug und später an der Ostfront (Zweiter Weltkrieg). Aus der Gefangenschaft heimgekehrt, nahm er das Studium der Landwirtschaft an der Hochschule Hohenheim auf und war mit Siegfried Lenz, Ernst Nell und Gerhardt Renker Initiator der am 6. Dezember 1946 in Riedenberg gegründeten Studentenverbindung Zirkel, die später die Tradition des Corps Germania Hohenheim aufnahm und weiterführte.
Nach seiner Diplomprüfung 1948 trat er in das Kuratorium für Technik und Bauwesen in der Landwirtschaft (KTBL) ein. Mit einer Doktorarbeit bei Walther Fischer-Schlemm wurde er zum Dr. agr. promoviert.
Innerhalb des KTBL leitete er zunächst die Bereiche Technik in der Veredelungswirtschaft, Maschinenwesen sowie Öffentlichkeitsarbeit und stieg nach wenigen Jahren zum Geschäftsführer auf.
Er wurde in der KTBL zum Gründer:
- der Arbeitsgemeinschaft zur Verbesserung der Agrarstruktur
- der Arbeitsgemeinschaft Technik und Bau in der Landwirtschaft
- dem Ausschuss für Technik im Weinbau

Die vom KTBL herausgegeben und in der Landwirtschaft bis heute beliebten Arbeitsblätter "Hilf Dir selbst", der baulichen Selbsthilfe für Landwirte sowie die Reihe "Technik im Weinbau", gehen auf seine Initiative zurück.
Nach seiner Pensionierung 1979 war er noch viele Jahre ein gefragter Berater in landwirtschaftlichen Mechanisierungs- und Baufragen.

## Veröffentlichungen
- Arbeitsverfahren in der Rindvieh- und Schweinehaltung. München; BLV Verl.-Ges., 1964.
- Einstreuarme und einstreulose Aufstellungsformen für Rindvieh: Bericht über ein KTL-ALB-Gespräch am 7. März 1963 in Weihenstephan. Frankfurt a. M. : KTL, 1963.
- Informationen der Arbeitsgemeinschaft Technik und Bau in der Tierhaltung. Aab 1967 mehrere Jahreshefte, Informationen der Arbeitsgemeinschaft Technik und Bau in der Tierhaltung; KTBL - Darmstadt 1967 ff Jahrgänge bis 1979.
- mit Paul Mölbert: Standortgemäßes und funktionsgerechtes Planen von bäuerlichen Gehöften. Meimberg, Arbeitsgemeinschaft zur Verbesserung der Agrarstruktur in Hessen; Wiesbaden, 1959
- Weinbau in Bad Soden am Taunus. Materialien zur Bad Sodener Geschichte 1988.